# Darantasia caerulescens
Darantasia caerulescens är en fjärilsart som beskrevs av Druce 1899. Darantasia caerulescens ingår i släktet Darantasia och familjen björnspinnare. Inga underarter finns listade i Catalogue of Life.